# Mohelnice (přítok Morávky)
Mohelnice (německy Mohelnitz) je horská řeka v Moravskoslezském kraji, přítok řeky Morávky, který odvodňuje malou oblast Moravskoslezských Beskyd v okrese Frýdek-Místek.

## Popis toku
Mohelnice pramení v Moravskoslezských Beskydech v nadmořské výšce kolem 720 m na jižních svazích hory Obidová (987 m). Potok vytváří k severu směřující údolí mezi masívy Lysé hory (1 323 m) na západě a Travného (1 203 m) na východě. Na Mohelnici leží obce Krásná a Raškovice; a v Raškovicích v nadmořské výšce 410 m potok zleva ústí do řeky Morávky.

### Větší přítoky
(levý/pravý)
- Sihelský potok (P)
- Travenský potok (P)
- Jestřábí potok (L)

## Fauna
Z ryb se v řece vyskytují pstruh obecný, lipan podhorní, střevle potoční, mřenka mramorovaná a vranka pruhoploutvá.